# Sagginale
Sagginale is een plaats (frazione) in de Italiaanse gemeente Borgo San Lorenzo.